# Nina Kinert
Nina Kinert (1983) is een Zweedse singer-songwriter. Haar muzikale stijl is een mix van country, blues, folk en pop. Kinert noemt zelf artiesten als Dolly Parton, Emmylou Harris, Johnny Cash, Bob Dylan en Bob Marley als haar invloeden.
Ze werd bekend in 2007 na het gebruik van het lied Through Your Eyes in een wereldwijde reclamecampagne voor het Zweedse autobedrijf SAAB. Daarnaast is ze actief als vaste achtergrondzangeres van de Noorse zangeres Ane Brun.
In 2008 had Nina Kinert in Nederland een radiohit met het nummer Beast van het album Pets and Friends (2008)

## Discografie

### Albums
| Album met eventuele hitnotering(en) in de Nederlandse Album Top 100 | Datum van verschijnen | Datum van binnenkomst | Hoogste positie | Aantal weken | Opmerkingen |
| ------------------------------------------------------------------- | --------------------- | --------------------- | --------------- | ------------ | ----------- |
| Heartbreaktown                                                      | 2004                  | -                     |                 |              |             |
| Visitor                                                             | 2005                  | -                     |                 |              |             |
| Let there be love                                                   | 2006                  | -                     |                 |              |             |
| Pets and Friends                                                    | 03-10-2008            | 11-10-2008            | 52              | 4            |             |
| Red Leader Dream                                                    | 2010                  | -                     |                 |              |             |
| On Ice                                                              | 27-11-2015            | -                     |                 |              |             |

### Singles
| Single met eventuele hitnotering(en) in de Nederlandse Top 40 | Datum van verschijnen | Datum van binnenkomst | Hoogste positie | Aantal weken | Opmerkingen                 |
| ------------------------------------------------------------- | --------------------- | --------------------- | --------------- | ------------ | --------------------------- |
| Beast                                                         | 2008                  | -                     | tip10           |              | nr. 61 in de Single Top 100 |